# Артур Німгін
Артур Німгін (21 липня 1856, Тлумач — 21 листопада 1933, Станиславів) — бурмістр Станиславова понад 23 роки з 1896 по 1919 рік.

## Біографія
Народився 21 липня 1856 року в місті Тлумачі, Тлумацький повіт Королівства Галичини і Володимирії. 
Походив із заможної єврейської сім'ї місцевих лікарів. 
Поступив у Станиславівську гімназію, а згодом почав вивчав право у Львівському та Віденському університетах. Після закінчення навчання адвокатську практику проходив у Станиславові. Брав активну участь у польському суспільно-політичному житті краю. 
Артур Німгін був учасником ініціативної групи зі створення нового польськомовного періодичного тижневика Станиславова. Провідним засновником та натхненником газети був Агатон Ґіллер. Перший номер «Кур'єра Станиславівського» вийшов 4 квітня 1886 року. У невеликій кімнаті на першому поверсі будинку за теперішньою адресою вул. Бачинського, 2 збиралася ініціативна група цієї нової газети, тут же було і перше місце розташування її редакції. 
Один із його засновників, доктор Артур Німгін, так згадував роль Агатона Ґіллера для молодого періодичного видання: «Він керував нашими першими кроками в журналістській професії, і йому завдячуємо, що перші номери „Кур'єра“ були з великою симпатією прийняті в польській журналістиці». Згодом Артур Німгін був редактором «Кур'єра Станиславівського».
Політичну діяльність Артур Німгін розпочав у 1888 році, коли був обраний до міської ради Станиславова. Саме у ній розпочалася його стрімка кар'єра, у 1890 році він був обраний асесором, а 15 грудня 1894 року — уже віце-бургомістром. Саме цього року у бургомістра Станиславова Валерія Шидловського проявилися ознаки важкої хвороби, а його обов'язки фактично виконував протягом двох років Артур Німгін. У березні 1896 року відбулися вибори нового бургомістра Станиславова, за тодішніми законами його вибирали члени міської ради. У віці 40 років Артур Німгін стає бургомістром Станиславова.
10 січня 1904 року одружився з Вікторією Ташманн зі Львова. Подружжя мало сина Романа, який у міжвоєнний період працював чиновником Генеральної прокуратури у Варшаві.
За свою довголітню працю на Австро-Угорщину був нагороджений Орденом Залізної корони Третього ступеня і мав звання кавалера ордена Франца Йосифа.
За час Першої світової війни Артур Німгін тричі покидав місто, яке зайняли російські війська. У період з вересня 1914 року до травня 1915 року його обов'язки виконував віце-бургомістр — німець Кароль Фідлер. У червні 1915 року бурмістр повернувся разом із австро-угорськими військами. Через рік, у червні 1916 року, у ході Брусиловського прориву російські війська знову захоплюють Станиславів. 
Протягом 1916–1917 років бургомістром був місцевий ресторатор Антоній Штигар. У липні 1917 року після остаточного відступу російських військ Артур Німгін повертається до своїх обов'язків. У період ЗУНР, з листопада 1918 по травень 1919 року, за роботою бургомістра наглядав комісар Павло Чайківський. 
Після відступу УГА 25 травня 1919 року із Станиславова та зайняття його поляками Артур Німгін ще деякий час був бургомістром, допоки його не звільнила з посади польська влада у 1919 році. Згодом Артур Німгін працював чиновником у Станиславівському воєводському управлінні. Мешкав у Станиславові, мав престижну квартиру на вулиці Казимирівській, 14 — у Будинку Ощадної каси (сучасна вулиця Гетьмана Мазепи). Помер Артур Німгін 21 листопада 1933 року у Станиславові.

## Політична діяльність на посаді Бургомістра
Утворення «Великого Станиславова».
Місто з усіх сторін, окрім південної, межувало з двома приміськими гмінами — Княгинин-містом, яке складалося з трьох частин: Княгинин-село, Княгинин-Бельведер, Княгинин-Гірка, та Княгинин-колонією. Номінально Станиславів був економічним центром різних промислових та торгових підприємств, але фактично всі вони були розміщені у Княгининах. Таке розташування було викликане потребою доступу до залізниці. Сам залізничний вокзал був за межами міста, рух до нього обмежували міські шлагбауми, за проїзд яких потрібно було сплатити мито. Близьке розташування приміських гмін не дозволяло розбудовувати Станиславів, тому виникла потреба в його об'єднанні з Княгинин-містом та Княгинин-колонією.
Перемовини про об'єднання розпочалися з 1900 року, однак міський магістрат Станиславова затягував цей процес. Мотивували своє небажання до об'єднання збільшенням податкового навантаження для міських платників податків. Спільної позиції було досягнуто у 1914 році, коли міська влада погодилася на приєднання Княгининів, що, на її думку, призвело б до збільшення міських податків та кращого розвитку Станиславова. Проте на заваді цьому стали події Першої світової війни. З 1920 року розпочалися активні перемовини, тоді ж було надіслано прохання про об'єднання до польського уряду. На засіданні міського магістрату Станиславова 12 лютого 1923 року було прийнято рішення про приєднання до міста гмін Княгинин-міста та Княгинин-колонії. Урядова постанова про об'єднання була видана 17 листопада 1924 року. Офіційно об'єднання приміських гмін з містом та утворення «Великого Станиславова» відбулося 1 січня 1925 року. Внаслідок приєднання Княгинин-міста та Княгинин-колонії до Станиславова він став третім за кількістю населення містом Галичини після Львова і Кракова. Його площа зросла в п'ять разів — з 410 га до 2011 га, а згідно з іншими даними — з 415,8 га до 2227,5 га. Таким чином, у процесі утворення «Великого Станиславова» Артур Німгін відіграв одну з провідних ролей, спочатку з крайньою обережністю до нього підходив, зволікав, а згодом погодився з цим рішенням, однак його реалізацію на десятиліття відклали події Першої світової війни.
Закладення міського парку.
На кінець XIX століття Станиславів не мав громадського парку для відпочинку та розваг. Щоб вирішити цю справу, магістрат 1 квітня 1890 року вибирає спеціальну комісію. Робота комісії тривала декілька років, найбільш оптимальним місцем під парк було визначене Радецьке поле. 9 грудня 1895 року магістрат Станиславова у бюджеті закладає 5 000 золотих ринських на потреби у розбудові парку. Важливу роль у затвердженні цього рішення відіграв тоді ще віце-бургомістр Артур Німгін. Роком закладення парку є 1896, коли у ньому посадили перше дерево і почалася його розбудова. Весною 1896 року почалися роботи із створення парку — висаджування дерев та формування клумб і алей. Планування парку здійснювалося під керівництвом міського садівника Каетана Місюровича. У 1901 році встановлено газове освітлення в парку, літній ресторан із терасою.
Встановлення пам'ятника Грюнвальдській битві
У 1910 році урочисто святкували 500-літній ювілей Грюнвальдської битви, у якій об'єднане військо поляків, литовців та русинів розбило війська держав Тевтонського ордену. Тоді під час урочистостей у міському парку на перетині головних алей відкрили пам'ятник на честь перемоги під Грюнвальдом. Був він споруджений у вигляді стесаної піраміди з природного каменю, на якому стояла шестиметрова колона, прикрашував яку білий орел з піднятими крилами. Автором скульптури був професор Е. Піщ. У 1942 році пам'ятник був підірваний нацистами. Ініціатором встановлення пам'ятника перемозі у Грюнвальдській битві, як вважають, був сам бургомістр Артур Німгін.
Закладення централізованої каналізаційної мережі Станиславова.
Найгострішою проблемою міської інфраструктури Станиславова був слабкий розвиток каналізаційних мереж. Охоплені ними у Галичині були здебільшого центральні частини великих міст. Для середмість відкриті каналізаційні канали були головною проблемою. Мережа каналізаційних каналів була малою, тому не охоплювала усіх потреб міста. У Станиславові її протяжність складала 10 км, а неочищені стоки скидались у річку Бистрицю Солотвинську. В інших містах Галичини ситуація була подібною, стоки потрапляли у ріки. Всі житлові будівлі на вулиці, де була каналізація, мали бути обов'язково до неї підключені. Вартість оплати визначалася у розмірі 1 % річної ренти від вартості будівлі. Проект централізованої каналізаційної мережі розробили ще 1908 року, але його почали реалізовувати аж у 1914-му, перед самим початком Першої світової війни.
Зведення «Дому старців і калік», прототипу сучасного будинку пристарілих.
За кошти міського бюджету Станиславова у 1900 році було завершене будівництво «Дому старців і калік» на 72 особи, роботи проводилися під керівництвом архітектора К. Захаріясевича. Складався комплекс із двох корпусів, у якому проживали представники двох віросподівань: християнського та єврейського. До нашого часу зберігся лише один корпус, розташований на сучасній вулиці Галицькій, 101, у ньому розміщена музична школа, а другий був зруйнований ще в період Першої світової війни.

## Оцінка діяльності
Позитивні оцінки.
На думку краєзнавця Івана Боднарева, Артур Німгін був досить результативним бургомістром, але тогочасна преса докоряла йому тим, що можна було зробити значно більше.
Доктор Жанна Комар, яка вивчає історію архітектури Станиславова, зробила досить влучне порівняння бургомістрів: «Якщо Камінський був локомотивом, який рушив потяг з місця та швидко набрав оберти, то Німгін скоріше походив на контролера руху, що переймався не так швидкістю, як безпекою».
Негативні оцінки.
Коли спалахнула війна й царська армія стрімко наближалася до міста, шляхетний доктор повівся геть не шляхетно. Мемуарист Сімон Шпунд так описує події, що передували російської окупації. "Міський голова Артур Німгін зайшов у магістрат, де забрав у касі зарплату за кілька місяців наперед. Із повним гаманцем він сказав: «Той, хто має гроші, може врятувати своє життя! Після цього без жодного прощання та в гарному настрої покинув місто».

## Вшанування пам'яті

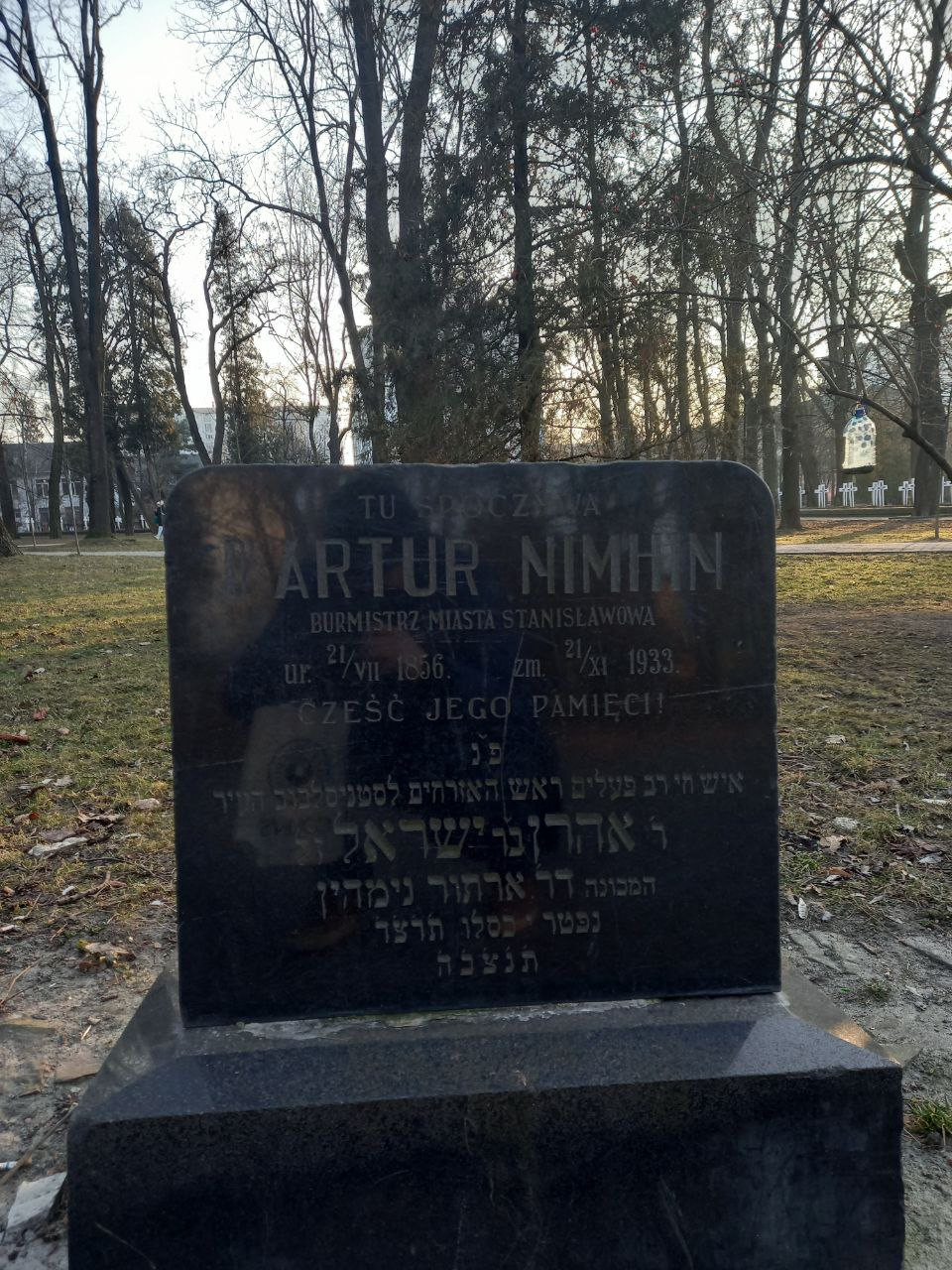
Могила А. Німгіна, лютий 2025.

Місце його поховання дотепер є до кінця не з'ясованим. На думку краєзнавця Івана Боднарева, він був похований на старому єврейському цвинтарі, сучасний район кінотеатру «Космос». Рабин Івано-Франківського регіону Мойше Лейб Колесник вважає, що Артур Німгін був похований на новому єврейському кладовищі, за міським озером. Це було зумовлено тим, що на старому єврейському кладовищі були родові ділянки, воно було закрите для поховань у 1930 році. Оскільки Артур Німгін був не родом із Станиславова, то, відповідно, не мав родової ділянки на старому кладовищі, а міг бути похований на новому кладовищі, яке діяло з 1926 року.
У Франківську в меморіальному сквері встановили надмогильну плиту бургомістра Артура Німгіна в 2018 році. 